# Divan-khane
 (janvier 2025).
Divan-khana (en azéri:Divanxana (Şirvanşahlar sarayı) est une partie de l'ensemble du palais des dirigeants de Shirvanshah, situé dans le quartier historique d'Icheri Sheher de la capitale de l'Azerbaïdjan, Bakou.

## Historique
Outre le palais lui-même et Divan-khana, le complexe comprend également le caveau funéraire des Shirvanshahs, la mosquée du palais de 1441 avec un minaret, des bains publics et le mausolée de l'érudit de la cour Seyyid Yahya Bakuvi. Le complexe du palais est construit entre le XIIIe siècle et le XVIe siècle (certains bâtiments, comme le palais lui-même, sont construits au début du XVe siècle sous Shirvanshah Khalil-ullah I).
Les caractéristiques stylistiques et le caractère inachevé de certains travaux de finition permettent de dater Divan-khane de la fin du XVe siècle, époque de la prise de Bakou par les troupes safavides. Les caractéristiques du plan, du donjon-crypte et du contenu de l'inscription lapidaire au-dessus de l'entrée de la salle (Coran, Sourate 10, versets 26 et 27) indiquent sa fonction mémorielle. Bretanitsky[Qui ?] a supposé que le Divan-khane a été construit à la toute fin du XVe siècle, sous le règne de Shirvanshah Farrukh-Yasar, et que les événements militaires de cette époque (la prise de Bakou par les troupes safavides) n'ont pas permis de l'achever.
Il existe plusieurs versions sur la nomination du Divan-khana. On a supposé qu'il servait de bâtiment pour des procédures judiciaires, des réceptions ou un conseil d'État, ou qu'il s'agissait d'un mausolée. L'hypothèse la plus répandue se base sur le nom actuel du monument, selon lequel on supposait qu'il s'agissait d'une cour, ou des salles de réception d'un palais, ou du bâtiment d'une sorte d'« ordre ».
Au-dessus de l'une des entrées du Divan Khana, les restes d'une inscription en arabe ont été conservés. V. M. Sysoev[Qui ?] date cette inscription d'une seule ligne de l'année 832 de l'Hégire (1428/29), l'historienne Sara Ashurbeyli affirme que cette information ne peut pas être vérifiée. Il existe également des suggestions selon lesquelles le Divan-khane était un monument commémoratif. S. Ashurbeyli note que ce bâtiment est peut-être un tombeau, cependant, selon les sources, les Qizilbash brûlent les restes du tombeau et y enterrent Khalil-ullah Ier.
Selon une autre version, le bâtiment est construit comme tombeau pour Shirvanshah Farrukh Yashar, cependant, en 1500, après la défaite de la bataille de Jabany, Farrukh est tué et brûlé par les Qizilbash et n'est pas enterré ici.
L’origine de la structure architecturale originale est également associée à la tradition funéraire préislamique. L'historienne Sara Ashurbeyli estime que même à l'époque pré-musulmane, le territoire occupé par le Divan-khane était un lieu sacré (on suppose que les dépressions en forme de coupe servaient à recueillir le sang sacrificiel des animaux).

## Caractéristiques architecturales
La cour du Divan-khane est encadrée sur trois côtés par une arcade brisée. Au centre compositionnel du Divan-khane, sur un haut stylobate, se trouve un pavillon-rotonde octogonal. Le hall de cette rotonde est entouré d'une arcade ouverte du même ordre. Le toit elliptique au sommet légèrement pointu est protégé de l'extérieur par un dôme en pierre à facettes. La façade occidentale de la rotonde se distingue par un portail décoré d'arabesques dont la demi-coupole cannelée, à conque pointue, repose sur un système de stalactites finement modelées (muqarnas). Les tympans et les surfaces au-dessus des ouvertures sont recouverts d'ornementation. Le portail mène au vestibule, qui relie la salle à la crypte située dans le stylobate et aux pièces de service situées les unes au-dessus des autres.
L'arcade à colonnade entourant la rotonde est reliée au volume de la salle au moyen de blocs de pierre massifs à profil horizontal. Ici, la tectonique clairement exprimée des masses architecturales est marquée par une excellente solution des formes structurelles ; l'échelle de la structure est cohérente avec tous les éléments et détails architecturaux. La colonne d'ordre unique a un caractère individuel et constitue un lien autosuffisant dans la composition globale de la rotonde. Le Divan-khane se distingue par la complétude de sa composition, la perfection de ses formes architecturales et la virtuosité de sa décoration ornementale. Ici, une nouvelle direction stylistique est posée dans l'architecture de l'Azerbaïdjan.

## Décorations du portail et de la façade
Le portail d'entrée principal est couronné d'un demi-dôme en stalactites et est richement décoré de sculptures en tapis sur pierre d'une beauté extraordinaire. Le motif est un entrelacement de feuilles de figuier et de vigne, et les inscriptions, écrites en Kufi, semblent de loin être un motif géométrique complexe. Malheureusement, la construction du Divankhane n'a pas été achevée. Les sculptures artistiques en pierre du portail et des entrées de la salle en forme de dôme sont des chefs-d'œuvre de l'art monumental et décoratif azerbaïdjanais.